# Аксель Алонсо
Аксель Алонсо (англ. Axel Alonso) — американський автор коміксів і журналіст, який більш за всього відомий як головний редактор Marvel Comics, яким він був з січня 2011 до листопада 2017 років.

## Особисте життя
Аксель Алонсо має жінку кореянку і сина, на ім'я Тіто, котрий народився 11 березня 2014 року.

## Нагороди

### Перемоги
- 2004 Eagle Award як Найкращий Редактор Коміксів;
- 2006 Eagle Award як Найкращий Редактор Коміксів;
- 2010 Eagle Award як Найкращий Редактор Коміксів.

### Номінації
- 2007 Eagle Award як Найкращий Редактор Коміксів;
- 2008 Eagle Award як Найкращий Редактор Коміксів.